# 3D Sex and Zen – Extreme Ecstasy
3D Sex and Zen – Extreme Ecstasy (Originaltitel: chinesisch 3D肉蒲團之極樂寶鑑 / 3D肉蒲团之极乐宝鉴, Pinyin Sān Dī Ròu Pútuán zhī jílè bǎojiàn, Jyutping Saam1 Di1 Juk6 Pou4tyun4 zi1 gik6lok6 bou2gaam3; Internationaler Titel: englisch 3D Sex and Zen: Extreme Ecstasy) ist ein 2011 erschienener Erotikfilm von Christopher Suen aus Hongkong.

## Handlung
Die Handlung spielt in der Ming-Dynastie. Wei Yangsheng verliebt sich in Tie Yuxiang, die Tochter eines Daoismus-Priesters, und heiratet sie. Er kann seine Frau aber sexuell nicht befriedigen. Im „Pavillon der höchsten Glückseligkeit“ des Prinzen von Ning sucht Wei Yangsheng Hilfe beim Master of Bliss, einem Transgender. Er unterzieht sich einer Penistransplantation und erhält das Geschlechtsteil eines Esels.

## Produktion
Es handelt sich um eine freie Verfilmung des Romans Fleischliche Andachtsmatte (肉蒲團,  Ròu pútuán, englisch The Carnal Prayer Mat – „Gebetsmatte der Fleischeslust“) von Li Yu aus dem Jahre 1657, der bereits unter dem Titel Sex and Zen 1991 verfilmt und 1996 und 1998 zwei Fortsetzungen (Sex and Zen II und Sex and Zen III) erhielt.
Der Film wurde zunächst als erster „echter“ in 3D gedrehter asiatischer Erotikfilm bezeichnet, musste diesen Titel jedoch an den 2010 veröffentlichten südkoreanischen Film Natalie abgegeben. Die Bewerbung als erster IMAX-3D-Erotikfilm aus Hongkong scheiterte ebenfalls, da IMAX ablehnte, den Film ins Programm aufzunehmen.

## Rezeption
Michael Fleig kritisierte, dass der als „Porno“ vermarktete Film keiner sei und der Regisseur die Möglichkeiten der 3D-Technik zur Inszenierung des menschlichen Körpers nicht nutze, hinzu kämen misslungene Spezialeffekte. Der Film vereine Wesensmerkmale einer Softcore-Produktion mit denen einer Komödie, eines Fantasy-, Action- sowie eines Splatterfilms, wobei im zweiten Teil sexuelle Gewalt im Vordergrund stehe. Diese werde so weit überzogen dargestellt, dass sie zu einer „absurden Klammote“ mutiere.